# 古巴爱国联盟
古巴愛國聯盟（西班牙語：Unión Patriótica de Cuba，简称：UNPACU）是古巴的一個有組織之反對黨，其被美國國務院稱為“古巴最大的反對黨”。由古巴境內大量的異議分子組成  ，於2011年8月24日由何塞·丹尼爾·費雷爾·加西亞創建，反對古巴政府對任何公民權利的壓制。